# Ямада, Матико
Матико Ямада (яп. 山田満知子 Ямада Матико, ромадзи: Yamada Machiko; род. 26 июня 1943) — японская фигуристка и тренер. Признаётся одним из самых успешных тренеров, внёсших значительный вклад в фигурное катание.
Встала на коньки в семь лет, каталась до 1960-х годов. Она боялась своих наставников, относившихся к ней со строгостью. Из-за этого она не хотела продолжать карьеру фигуристки. В годы обучения в колледже стала тренером, решив делать всё для того, чтобы ученики наслаждались катанием. Уделяла особое внимание технической стороне программ — её ученицы исполняли тройной аксель, который считается одним из сложнейших прыжков.
Более всего известна по работе с Мидори Ито. Ямада заметила Ито, когда той было пять лет. Вскоре родители девочки развелись и она переехала жить к Ямаде. По словам Ямады, её первоначальная цель заключалась в том, чтобы в будущем Ито могла обеспечивать себя благодаря фигурному катанию. Ещё до перехода в среднюю школу Ито освоила четыре вида прыжков в три оборота. В итоге их сотрудничество принесло фигуристке девять национальных чемпионств, золото чемпионата мира и олимпийское серебро.
Помимо Ито, призёрами Олимпийских игр под руководством Ямады становились Мао Асада и Сёма Уно. Также подготовила призёров международных соревнований Ёсиэ Онду, Юкари Накано и Канако Мураками. Автор нескольких книг, посвященных фигурному катанию: «Фигурное катание: Уроки красивого танца» (яп. 美しく舞うためのフィギュアスケートレッスン, декабрь 2006, ISBN 4901972685) и других.